# Hippasa domratchevae
Hippasa domratchevae là một loài nhện trong họ Lycosidae.
Loài này thuộc chi Hippasa. Hippasa domratchevae được Andreeva miêu tả năm 1976.